# Tilman Fertitta
Tilman Joseph Fertitta, né le 25 juin 1957 à Galveston, au Texas, est un homme d'affaires et diplomate américain, connu pour être le PDG et propriétaire de Landry's Restaurant Inc., une entreprise de restauration, d’hôtellerie et de divertissement, ainsi que le propriétaire de l’équipe de basketball des Houston Rockets. Il est ambassadeur en Italie depuis 2025.

## Jeunesse et formation
Tilman Fertitta naît le 25 juin 1957 à Galveston, au Texas, dans une famille d’origine sicilienne. Son père, Vic Fertitta, possédait un restaurant de fruits de mer, et Tilman commence à travailler dans l’entreprise familiale dès son jeune âge. Il fréquente l'université Texas Tech et celle de Houston, mais ne termine pas ses études, préférant se lancer dans les affaires.

## Carrière dans les affaires
Fertitta fonde Landry’s Inc. dans les années 1980, commençant avec l’acquisition de deux restaurants à Kemah, Texas. Sous sa direction, l’entreprise devient un géant de l’hôtellerie et de la restauration, exploitant plus de 600 établissements (restaurants, casinos, hôtels) dans 36 États et employant environ 50 000 personnes. Parmi ses marques notables figurent Morton’s The Steakhouse, Bubba Gump Shrimp Co. et les casinos Golden Nugget. En 2017, il achète les Houston Rockets et leur arène pour 2,2 milliards de dollars.
Il est également président du conseil des régents de l'université de Houston depuis 2009 et a investi dans des projets immobiliers, comme le River Oaks District à Houston, acquis en 2024 pour 450 millions de dollars.

## Carrière diplomatique
Le 21 décembre 2024, Donald Trump annonce sur Truth Social la nomination de Fertitta comme ambassadeur des États-Unis en Italie, soulignant son succès entrepreneurial et ses contributions philanthropiques. Fertitta, qui a soutenu financièrement les campagnes de Trump (dont un don de 140 000 dollars en 2020 et un événement de collecte de fonds en 2024), n’a pas d’expérience diplomatique préalable, mais sa nomination reflète la tendance de Trump à choisir des alliés et donateurs pour des postes clés. 
Le 29 avril 2025, il est confirmé par un vote du Sénat par 83 voix pour contre 14. Le 6 mai suivant, il remet ses lettres de créance au président Sergio Mattarella.

## Philanthropie
Fertitta est reconnu pour ses dons à des œuvres caritatives, notamment en faveur des enfants, des forces de l’ordre et de la médecine. En 2021, il a promis 50 millions de dollars à l'université de Houston pour renommer sa faculté de médecine en son honneur.

## Vie personnelle
Tilman Fertitta est marié à Paige Farwell depuis 1991, avec qui il a quatre enfants. Il est un passionné de voitures de luxe et possède une collection notable, ainsi qu'un yacht de 76 m, le Boardwalk. De 2016 à 2018, il a animé l'émission de téléréalité Billion Dollar Buyer sur CNBC.